# Justo Armas
Justo Armas (¿1822?-San Salvador, El Salvador; 29 de mayo de 1936) fue un comerciante de posible origen austriaco que vivió en El Salvador. Su estilo de vida refinado, junto a sus excentricidades y apostura, dieron origen a una leyenda ligada con el emperador de México Fernando Maximiliano José de Austria.

## Estadía en El Salvador
La primera certeza de la estadía de Armas en El Salvador se sitúa en 1871, cuando participó en una donación de dinero  para las fiestas patronales de San Salvador. Durante los primeros años en este país, fue acogido por familias pudientes de la época, especialmente por el vicepresidente Gregorio Arbizú.
Justo Armas fue apreciado por ser una persona culta, a pesar de haber llegado al país descalzo, particularidad por la que sería siempre recordado. Según se sabe, el andar de esta manera se debía  –según sus palabras-  para cumplir una promesa a la Virgen del Carmen por haberlo ayudado a salir de un momento de peligro de muerte. Prometió además no revelar nunca su verdadera identidad. 
A través de los años manejó un negocio de alquileres. Según Pachita Tennant Mejía de Pike, quien lo conoció cuando era todavía una niña en San Salvador, tenía además un negocio de atender fiestas o cáterin llamado «La vajilla». Se dice que era una persona cercana a la familia imperial de Austria. También daba clases de social graces y de protocolo, recién llegado a San Salvador. Sus modales eran sumamente aristocráticos, lo mismo que su manera de hablar alemán.

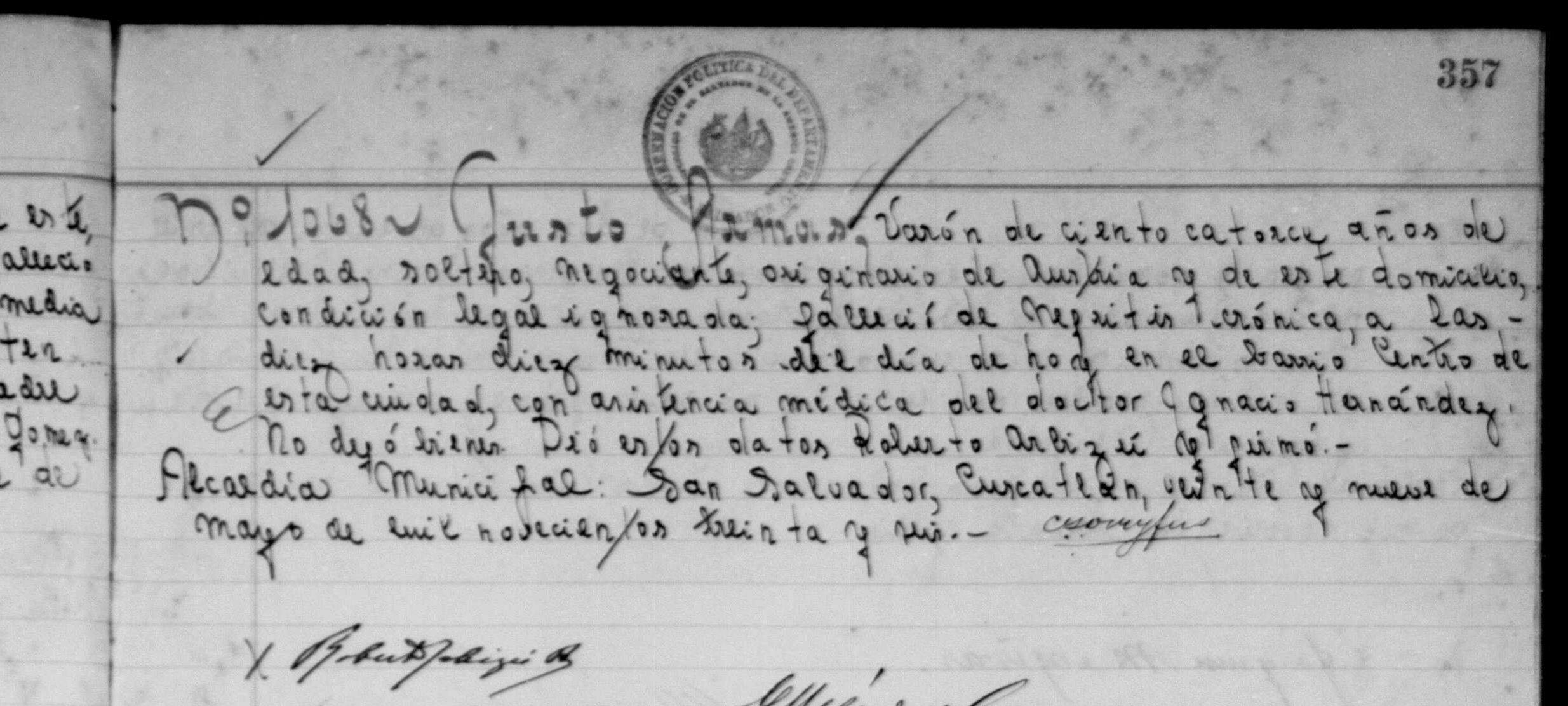
Acta de Defunción de Justo Armas.

Cuando murió, su gran amigo y confesor, monseñor Belloso, arzobispo de San Salvador, expresó: «¡Ha muerto un santo y un gran personaje!». Los últimos años, los vivió en la casa de la familia Arbizú, quienes fueron sus herederos.
Su origen sigue siendo un enigma, una verdadera incógnita y sobre él se ha escrito mucho. Rolando Ernesto Deneke, quien ha sido un estudioso en la vida de Justo y ha estado varias veces en Austria para investigar sobre su vida y recopilar datos, decía que no le cabe duda de que Justo era alguien muy importante de la familia imperial austríaca, cosa de la que daba pruebas en sus conferencias. El investigador Rolando Deneke comparte posibles evidencias de la conexión entre el archiduque Maximiliano de México y Justo Armas.
Cabe destacar el parecido con Rodolfo de Habsburgo (príncipe heredero de Austria) y la posibilidad que se tratase de él, en lugar de Maximiliano de México.